# Le Petit-Pressigny
Le Petit-Pressigny è un comune francese di 329 abitanti situato nel dipartimento dell'Indre e Loira nella regione del Centro-Valle della Loira.

## Società

### Evoluzione demografica
Abitanti censiti